# Аптека Прицкера
Дом-аптека Прицкера — двухэтажное здание на проспекте Нигояна в Новокодакском районе Днепра, построенное по проекту архитектора Александра Красносельского в 1916 году. Было первым двухэтажным строением в Чечеловке.

## История
В 1915-1916 годах аптекарь Лев Давидович Прицкер построил доходный дом, в котором также открыл аптеку. На втором этаже находились доходные квартиры. Зданием владелец успел распорядиться лишь в течение десяти месяцев с момента постройки из-за эмиграции в Европу.
После революции в аптеке разместили детский сад и молодежный клуб «Маяк». К началу 2000-х в здании оставалась лишь аптека, которая вскоре закрылась. 
По состоянию на начало 2020-х годов относительно неплохо сохранился лишь фасад здания. Перекрытия в отдельных помещениях разрушены, провалилась крыша. Городскими властями несколько раз инициирована реконструкция объекта, но работы так и не были начаты.

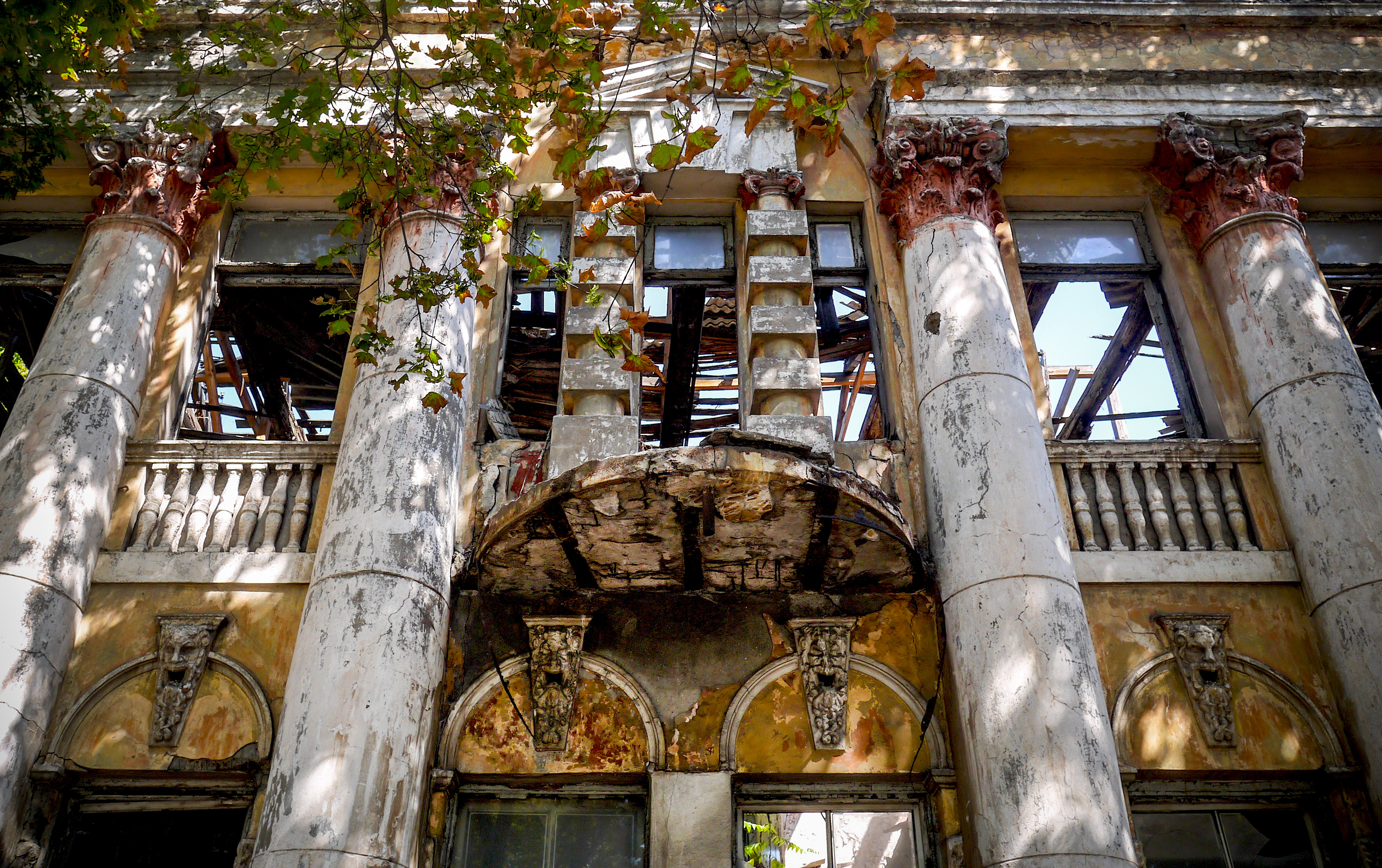
Состояние отдельных элементов внешней стены и фасада

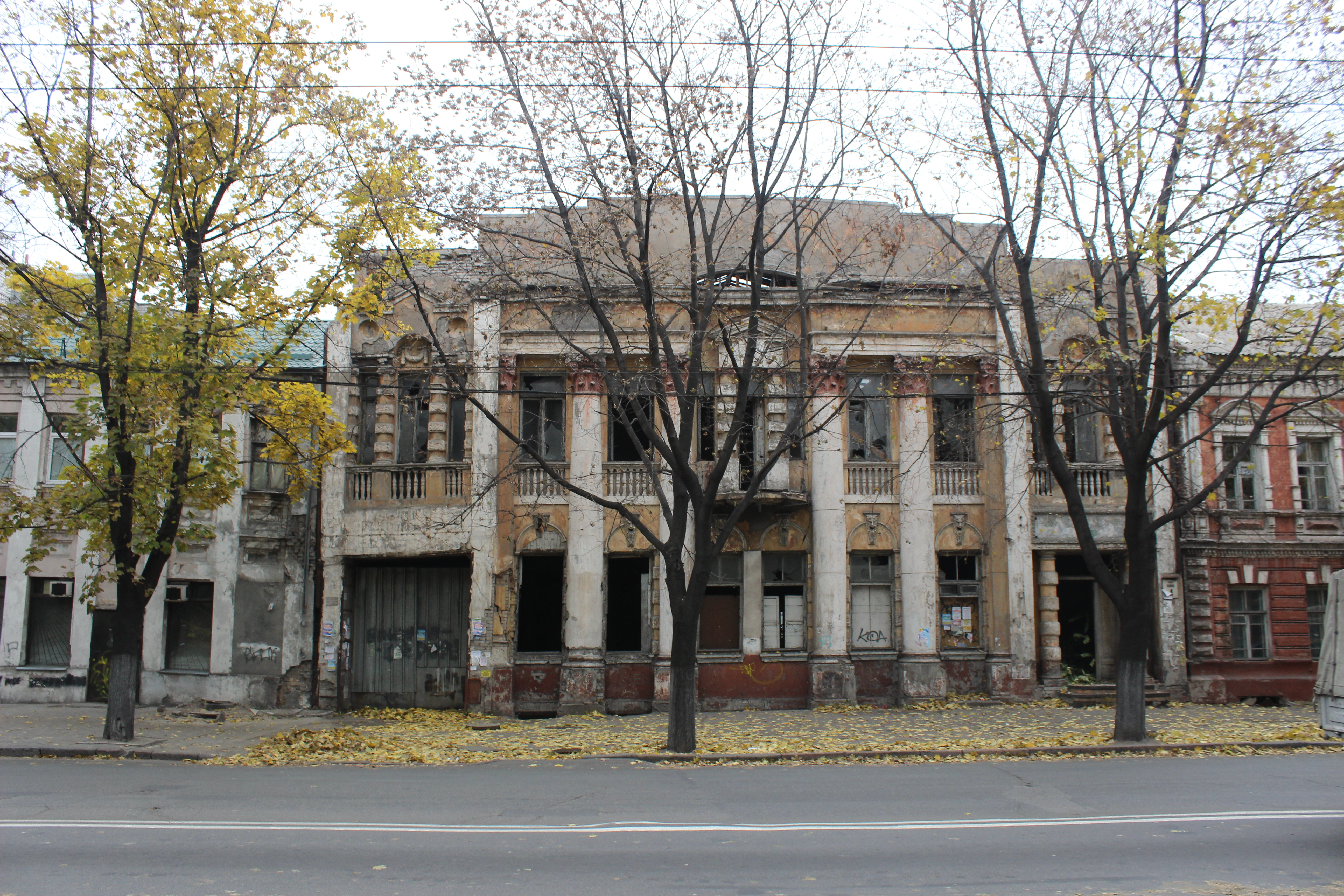
Вид на здание со стороны пр-та С. Нигояна